# Hippoporina impar
Hippoporina impar is een mosdiertjessoort uit de familie van de Bitectiporidae. De wetenschappelijke naam van de soort is voor het eerst geldig gepubliceerd in 1890 door MacGillivray.